# La Croix-sur-Ourcq
La Croix-sur-Ourcq är en kommun i departementet Aisne i regionen Hauts-de-France i norra Frankrike. Kommunen ligger  i kantonen Neuilly-Saint-Front som ligger i arrondissementet Château-Thierry. År 2022 hade La Croix-sur-Ourcq 89 invånare.

## Befolkningsutveckling
Antalet invånare i kommunen La Croix-sur-Ourcq
Referens: INSEE